# كواجوك
كواجوك هي مدينة في جنوب السودان، وعاصمة ولاية واراب.

## أنظر أيضًا
- ولاية واراب
- إقليم بحر الغزال
- قوقريال
- واو
- دينكا
- النوير